# Jack Binns
John "Jack" Robinson Binns (ur. 1884, zm. 8 września 1959) – radiooperator na parowym statku pasażerskim RMS Republic w momencie kolizji z włoskim statkiem handlowym Florida. Jako pierwszy na świecie wykorzystał radio do przeprowadzenia akcji ratunkowej na morzu.
Binns dorastał jako sierota. Ojciec zmarł dwa dni po jego narodzinach, a matka rok później. Wychowywał się u babki. W wieku 14 lat rozpoczął naukę telegrafii i po czterech latach zaczął pracować na poczcie. W 1905 r. podjął pracę dla British Marconi Company na należącym do White Star Line statku RMS Republic. 
Na początku XX wieku radio na pokładzie statku było traktowane jako dodatkowa usługa dla bogatych pasażerów, którzy chcieli prowadzić interesy podczas rejsu. Katastrofy statków RMS Republic  i RMS Titanic sprawiły, że łączność radiowa stała się nieodzownym środkiem podnoszącym bezpieczeństwo żeglugi. 
22 stycznia 1909 RMS Republic, z ok. 1600 pasażerami na pokładzie, wyruszył z portu w Nowym Jorku do Włoch. O 5.30 rano następnego dnia, w gęstej mgle, doszło do zderzenia z włoskim frachtowcem Florida, które doprowadziło do zatonięcia RMS Republic 24 stycznia. Dzięki wezwaniu pomocy drogą radiową przez Binnsa, w katastrofie zginęło jedynie 6 osób, poszkodowanych bezpośrednio w wyniku zderzenia.